# Wiener Konkordat
Das Wiener Konkordat war ein Vertrag zwischen dem Reich und dem Heiligen Stuhl, der im März 1448 von Friedrich III. und Papst Nikolaus V. in Aschaffenburg unterzeichnet wurde. Das Konkordat wurde am 19. März 1448 als päpstliches Privileg veröffentlicht und stellte die Besetzung der Kirchenämter und die kirchliche Organisation im Reich auf ein solides Fundament.
Vorausgegangen war dieser Verständigung im Jahr 1447 der Fürstentag zu Aschaffenburg, der sich für den Papst und gegen das Konzil von Basel entschieden hatte. Der als Sekretär und Diplomat in königlichen Diensten stehende Enea Silvio de Piccolomini, später als Pius II. zum Papst gewählt, spielte beim Interessenausgleich eine namhafte Rolle. Im September desselben Jahres folgten in Wien einsetzende Verhandlungen zwischen Kardinal Juan Carvajal für die päpstliche Seite und Friedrich III. namens des Reiches.
Das Konkordat stärkte im Ergebnis mehr die päpstliche Einflusssphäre. Die Wahl der Bischöfe durch das Domkapitel wurde einvernehmlich gebilligt. Der Heilige Stuhl erhielt ein Einspruchsrecht bei Bischofswahlen und Abgaben von der Kirche im Reich. Der Papst durfte das Besetzungsrecht für Pfründen in den ungeraden Monaten des Jahres ausüben. Vom König wurde das Wiener Konkordat am 17. Februar 1448 besiegelt. Ein Jahr zuvor hatte andererseits Papst Nikolaus V. verschiedene Fürstenkonkordate zustande gebracht, womit die Kirchenhoheit auf den Territorien faktisch den Reichsfürsten und weniger dem Kaiser anvertraut war. Die Wirkungen des Wiener Konkordats waren daher begrenzt. Gleichwohl war es bis zum Reichsende 1806 die Basis für die Beziehungen mit der Kurie.
In Österreich ermöglichte das Abkommen die Neuordnung der kirchlichen Verhältnisse. So akzeptierte Papst Pius II. am 6. September 1462 das im Vorjahr von Kaiser Friedrich III. geschaffene Bistum Laibach. Dem Kaiser gelang bei einem Besuch in Rom auch die Realisierung eines Bistums für Wien. Dessen Gebiet wurde bis dahin vom Bistum Passau aus betreut. Eine päpstliche Bulle vom 18. Januar 1469 schuf gegen den Widerstand des Passauer Bischofs Fakten.